# Peperomia erythrocaulis
Peperomia erythrocaulis är en pepparväxtart som beskrevs av G.Mathieu. Peperomia erythrocaulis ingår i släktet peperomior, och familjen pepparväxter. Inga underarter finns listade i Catalogue of Life.